# Yesenia Valencia
Yesenia Isabel Valencia (Medellín, Antioquia, Colombia, 28 de junio de 1979) es una actriz de teatro y televisión, bailarina y empresaria colombiana.

## Biografía
Egresada de la Escuela Popular de Arte de Medellín (E.P.A) en danza y egresada de la Academia de Artes Escénicas . Ha actuado tanto en obras de teatro como en novelas televisivas. Además de su trabajo como actriz, dirige un taller de danza y actuación para teatro y televisión desde el año 2001. Tiene su propia productora audiovisual Valencia Producciones y su fundación social Amados, se propuso, desde hace casi cinco años, junto a un equipo de amigos y colegas, crear el Primer Festival de Cine Hecho con Celulares, SmartFilms 

## Filmografía

### Televisión
| Año       | Título                        | Personaje                    | Canal              |
| --------- | ----------------------------- | ---------------------------- | ------------------ |
| 2025      | MasterChef Celebrity          | Participante                 | Canal RCN          |
| 2025      | Cosiaca                       | Florentina                   | Teleantioquia      |
| 2023-2024 | Rigo                          | Silvia López de Durango      | Canal RCN          |
| 2022      | Enfermeras                    | Dra. Sofia Orozco            | Canal RCN          |
| 2021      | La reina del flow             | Dra. Olga Naranjo            | Caracol Televisión |
| 2020-2021 | Pa’ quererte                  | Psicóloga                    | Canal RCN          |
| 2018      | La mamá del 10                | Lucellys Bermúdez            | Caracol Televisión |
| 2016-2017 | La ley del corazón            | Rosa Ferro                   | Canal RCN          |
| 2016      | Bloque de búsqueda            | Stella Vélez                 | UniMás             |
| 2014      | El laberinto de Alicia        | Diana Alzate                 | Canal RCN          |
| 2013      | Tres Caínes                   | Isabel Henao de Escobar      | Canal RCN          |
| 2013      | Alias el Mexicano             | Cecilia Calero               | Canal RCN          |
| 2012-2013 | Pobres Rico                   | Mireya                       | Canal RCN          |
| 2012      | Escobar, el patrón del mal    | Natalia de Jiménez           | Caracol Televisión |
| 2010      | El cartel 2: La guerra total  | Marcela Hernández 'La India' | Caracol Televisión |
| 2009-2010 | Gabriela, giros del destino   | Aydé                         | Caracol Televisión |
| 2009-2010 | Pandillas, guerra y paz II    | Mónica                       | Canal RCN          |
| 2009-2010 | La bella Ceci y el imprudente | Anabolena Suárez             | Caracol Televisión |
| 2009      | Cuando salga el sol           | Mercedes                     | Canal RCN          |
| 2008-2009 | La dama de Troya              | Diana                        | Canal RCN          |
| 2008-2009 | Vecinos                       | Marisol                      | Caracol Televisión |
| 2008      | Infieles anonimos             | Catalina                     | Canal RCN          |
| 2006      | Sin tetas no hay paraíso      | Recepcionista                | Caracol Televisión |
| 2004      | Expedientes                   | Inés (1 Episodio)            |                    |
| 2003      | Francisco el Matemático       | Alicia Martínez              | Canal RCN          |
| 2001-2003 | Pedro el escamoso             | Magda                        | Caracol Televisión |
| 1999-2001 | Yo soy Betty, la fea          | Susy                         | Canal RCN          |
| 1999      | Pandillas, guerra y paz       | Mónica                       | Canal RCN          |
| 1999      | La guerra de las rosas        | La Chiquis                   | Caracol Televisión |

### Cine
| Año  | Título                    | Personaje | Notas |
| ---- | ------------------------- | --------- | ----- |
| 2011 | ¿Por que dejaron a Nacho? | Lolita    |       |